# One Cleveland Center
One Cleveland Center es un rascacielos situado en el centro de la ciudad de Cleveland, en el estado de Ohio (Estados Unidos). Es el quinto edificio más alto de la ciudad. Tiene 31 pisos, se eleva a una altura de 137 m, y está ubicado en 1375 East 9th Street. Tiene aproximadamente 49 m² de espacio para oficinas. Fue comprada el 15 de mayo de 2008 por 86,3 millones de dólares por Optima International LLC.

## Diseño e historia
Diseñado por KlingStubbins, One Cleveland Center tiene un diseño angular de "cincel plateado" similar al del Citigroup Center de Nueva York. El terreno en el que se construyó la torre estaba destinado a ser parte del plan de renovación urbana de IM Pei Erieview. El sitio se limpió en 1963 pero no se desarrolló y se utilizó como estacionamiento. Fue vendido a Medical Mutual por John W. Galbreath en 1979 para desarrollar un edificio de oficinas "orientado a las personas". La construcción se inició el 30 de octubre de 1980 y la construcción se completó en 1983. La base de la torre está estructurada en un atrio de jardín de vidrio de cinco pisos. También alberga un gimnasio en los dos pisos superiores de la estructura de estacionamiento contigua y un centro de conferencias de 400 asientos llamado Cleveland Metropolitan Bar Association Conference Center.
También usa cerchas diagonales estilo Citigroup Center. Durante la construcción de One Cleveland Center, las cerchas se agregaron para hacer que sea más rígido y capaz de manejar las condiciones a veces ventosas del centro de Cleveland, especialmente en los meses de invierno. También usa un diseño estilo Citigroup Center. Las cerchas se pueden ver por la noche cuando el edificio está iluminado.

## Renovaciones
En 2009, se anunció que la plaza del One Cleveland Center iba a ser renovada. La construcción comenzó en agosto de 2009 cuando las cuadrillas demolieron la plaza diseñada originalmente en 1983. Además de la plaza al aire libre, el vestíbulo de 1983 también se renovó con nuevos pisos, una nueva entrada con dosel y comodidades como televisores con pantallas de cristal líquido y un teletipo de noticias en el vestíbulo. Westlake Reed y Leskosky es el principal arquitecto de la renovación del vestíbulo. Se completó para la Convención Nacional Republicana de 2016.